# مارسل کئی
مارسل کئی (فرانسوی: Marcel Queheille‎؛ زادهٔ ۱۶ مارس ۱۹۳۰) دوچرخه‌سوار اهل فرانسه است.